# Megasema unimaculata
Megasema unimaculata là một loài bướm đêm trong họ Noctuidae.